# Bá tước xứ Cardigan
Bá tước xứ Cardigan (tiếng Anh: Earl of Cardigan) là một tước hiệu thuộc Đẳng cấp quý tộc Anh, hiện do Hầu tước xứ Ailesbury nắm giữ, và được sử dụng như một tước hiệu lịch sự bởi người thừa kế rõ ràng của Hầu tước đương nhiệm, hiện là David Brudenell-Bruce, Bá tước xứ Cardigan, con trai của Hầu tước thứ 8. Gia tộc Brudenell là hậu duệ của Ngài Robert Brudenell, Chánh án của Common Pleas từ năm 1520 đến năm 1530 (toà án thông luật cao thứ 2 ở Anh cho đến năm 1875). Chắt của ông, Ngài Thomas Brudenell, được trao tước vị Nam tước, của xứ Deene ở Hạt Northampton", vào ngày 29 tháng 6 năm 1611. Vào ngày 26 tháng 2 năm 1628, ông được nâng lên hàng Đẳng cấp quý tộc Anh với tư cách là Nam tước Brudenell, của Stanton Wyvill ở Hạt Leicester, và vào ngày 20 tháng 4 năm 1661, ông được vinh danh hơn nữa khi được phong làm Bá tước xứ Cardigan, cũng trong Đẳng cấp quý tộc Anh.